# Campionatul European de Fotbal Feminin 2005
Campionatul European de Fotbal Feminin 2005 a fost un turneu desfășurat între 5 iunie și 19 iunie 2005 în Lancashire, Anglia. Câștigătoarea competiției a fost Germania, ea câștigând turneul pentru a șasea oară. Golghetera competiției a fost Inka Grings cu 4 goluri marcate.

## Echipe

### Grupa A
- Anglia
- Suedia
- Finlanda
- Danemarca

### Grupa B
- Germania
- Franța
- Norvegia
- Italia

## Calificări
Următoarele echipe au fost eliminate în faza grupelor :
- Armenia, Austria, Belarus, Belgia, Bosnia-Herțegovina, Croația, Estonia, Grecia, Ungaria, Israel, Kazakhstan, Malta, Olanda, Polonia, Portugalia, Irlanda, România, Scoția, Serbia și Muntenegru, Slovacia, Spania, Elveția, Ucraina

Trei echipe au fost eliminate în playoff
- Cehia, Islanda, Rusia

## Oficiali
| Croația - Blazenka Logarusic Cehia - Dagmar Danková - Hana Spackova Anglia - Alexandra Ihringova - Amy Rainer - Wendy Toms Ungaria - Gyöngyi Gaal Irlanda de Nord - Andi Regan Polonia - Katarzyna Nadolska | România - Floarea Cristina Ionescu - Irina Mirt Slovacia - Miroslava Migalova Spania - Yolanda Parga Rodriguez Elveția - Elke Lüthi - Nicole Petignat Statele Unite ale Americii - Kari Seitz |

## Rezultate

### Prima rundă

#### Grupa A
| Echipa    | GP | W | D | L | GF | GA | Pts |
| --------- | -- | - | - | - | -- | -- | --- |
| Suedia    | 3  | 1 | 2 | 0 | 2  | 1  | 5   |
| Finlanda  | 3  | 1 | 1 | 1 | 4  | 4  | 4   |
| Danemarca | 3  | 1 | 1 | 1 | 4  | 4  | 4   |
| Anglia    | 3  | 1 | 0 | 2 | 4  | 5  | 3   |

| Suedia        | 1 – 1  | Danemarca     |
| ------------- | ------ | ------------- |
| Ljungberg 21' | Raport | Rasmussen 29' |

| Anglia                                  | 3 – 2  | Finlanda                 |
| --------------------------------------- | ------ | ------------------------ |
| Valkonen 18' (OG) Barr 40' Carney 90+1' | Raport | Rantanen 56' Kalmari 88' |

| Anglia             | 1 – 2  | Danemarca                    |
| ------------------ | ------ | ---------------------------- |
| Williams 52' (pen) | Raport | M. Pedersen 80' Sørensen 88' |

| Suedia | 0 – 0  | Finlanda |
| ------ | ------ | -------- |
|        | Raport |          |

| Anglia | 0 – 1  | Suedia      |
| ------ | ------ | ----------- |
|        | Raport | Sjöström 3' |

| Finlanda              | 2 – 1  | Danemarca    |
| --------------------- | ------ | ------------ |
| Kalmari 6' Kackur 16' | Raport | Sørensen 45' |

#### Grupa B
| Echipa   | Pld | W | D | L | GF | GA | GD | Pts |
| -------- | --- | - | - | - | -- | -- | -- | --- |
| Germania | 3   | 3 | 0 | 0 | 8  | 0  | +8 | 9   |
| Norvegia | 3   | 1 | 1 | 1 | 6  | 5  | +1 | 4   |
| Franța   | 3   | 1 | 1 | 1 | 4  | 5  | −1 | 4   |
| Italia   | 3   | 0 | 0 | 3 | 4  | 12 | −8 | 0   |

| Germania    | 1 – 0  | Norvegia |
| ----------- | ------ | -------- |
| Pohlers 61' | Raport |          |

| Franța                    | 3 – 1  | Italia         |
| ------------------------- | ------ | -------------- |
| Lattaf 16' Pichon 20' 30' | Raport | Di Filippo 83' |

| Germania                                   | 4 – 0  | Italia |
| ------------------------------------------ | ------ | ------ |
| Prinz 11' Pohlers 18' Jones 55' Mittag 74' | Raport |        |

| Norvegia      | 1 – 1  | Franța             |
| ------------- | ------ | ------------------ |
| Herlovsen 66' | Raport | Mugneret-Béghé 20' |

| Franța | 0 – 3  | Germania                                |
| ------ | ------ | --------------------------------------- |
|        | Raport | Grings 72' Lingor 77' (pen) Minnert 83' |

| Norvegia                                                      | 5 – 3  | Italia                          |
| ------------------------------------------------------------- | ------ | ------------------------------- |
| Klaveness 7' 57' Christensen 29' Gulbrandsen 35' Mellgren 44' | Raport | Gabbiadini 8' 53' Camporese 69' |

### Faza eliminatorie
|  | Semifinale                                 | Semifinale |   |  | Finală                            | Finală |  |
|  |                                            |            |   |  |                                   |        |  |
|  | 15 iunie – Preston (Deepdale)              |            |   |  |                                   |        |  |
|  | Germania                                   | 4          |   |  |                                   |        |  |
|  | Finlanda                                   | 1          |   |  |                                   |        |  |
|  |                                            |            |   |  |                                   |        |  |
|  |                                            |            |   |  | 19 iunie – Blackburn (Ewood Park) |        |  |
|  |                                            |            |   |  | Germania                          | 3      |  |
|  |                                            | Norvegia   | 1 |  |                                   |        |  |
|  |                                            |            |   |  |                                   |        |  |
|  |                                            |            |   |  |                                   |        |  |
|  |                                            |            |   |  | Finala mică                       |        |  |
|  | 16 iunie – Warrington (Halliwell Jones S.) |            |   |  |                                   |        |  |
|  | Suedia                                     | 2          |   |  |                                   |        |  |
|  | Norvegia                                   | 3          |   |  |                                   |        |  |

#### Semifinale
| Germania                            | 4 – 1  | Finlanda     |
| ----------------------------------- | ------ | ------------ |
| Grings 3', 12' Pohlers 8' Prinz 62' | Raport | Mustonen 15' |

| Suedia             | 2 – 3 (dp) | Norvegia                            |
| ------------------ | ---------- | ----------------------------------- |
| Ljungberg 43', 89' | Raport     | Gulbrandsen 41', 109' Herlovsen 65' |

#### Finală
| Germania                        | 3 – 1  | Norvegia     |
| ------------------------------- | ------ | ------------ |
| Grings 21' Lingor 24' Prinz 63' | Raport | Mellgren 41' |

### Legendă
- OG - Autogol
- dp - după prelungiri
- pen - penalti

## Marcatori
4 goluri
-  Inka Grings

3 goluri
-  Conny Pohlers
-  Birgit Prinz
-  Solveig Gulbrandsen
-  Hanna Ljungberg

2 goluri
-  Cathrine Paaske-Sørensen
-  Laura Österberg Kalmari
-  Marinette Pichon
-  Renate Lingor
-  Melania Gabbiadini
-  Isabell Herlovsen
-  Lise Klaveness
-  Dagny Mellgren

1 gol
-  Merete Pedersen
-  Johanna Rasmussen
-  Amanda Barr
-  Karen Carney
-  Fara Williams
-  Heidi Kackur
-  Minna Mustonen
-  Anna-Kaisa Rantanen
-  Stéphanie Mugneret-Béghé
-  Hoda Lattaf
-  Stephanie Jones
-  Sandra Minnert
-  Anja Mittag
-  Elisa Camporese
-  Sara Di Filippo
-  Heidi Christensen
-  Anna Sjöström

autogol
-  Sanna Valkonen (jucând împotriva Angliei)

## Topul golurilor pe echipă
- 15 goluri
  -  Germania
- 10 goluri
  -  Norvegia
- 5 goluri
  -  Finlanda
- 4 goluri
  -  Suedia
  -  Danemarca
  -  Anglia
  -  Franța
  -  Italia